# 톰미 매키넨

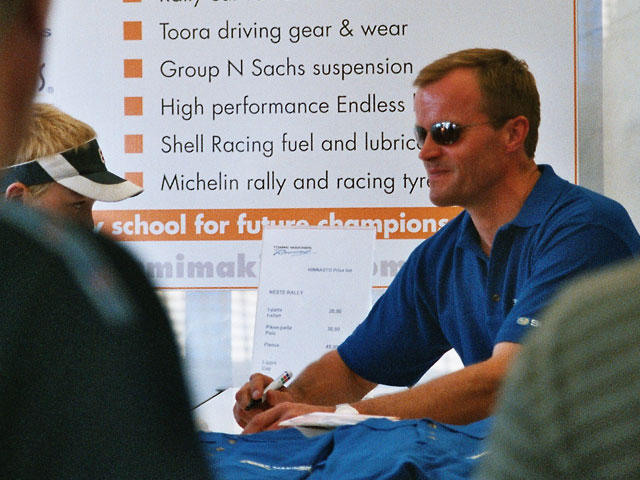
2004년의 톰미 매키넨

톰미 매키넨(Tommi Mäkinen, 1964년 6월 26일 ~ )은 핀란드의 자동차 경주 선수이다. 1987년에 활동을 시작하였으며, 미쓰비시 랜서 에볼루션 랠리카가 이 사람이 운전한 것으로 가장 유명하다. 2003년에 활동을 마쳤다.